# シックス・ネーションズ・ラグビー
シックス・ネーションズ・ラグビー（Six Nations Rugby Limited）は、シックス・ネーションズやオータム・ネーションズなどラグビーユニオンの国際大会および国際試合を統括する企業（株式会社）である。6つのラグビー協会（イングランド、フランス、アイルランド、イタリア、スコットランド、ウェールズ）および株主と連携し、運営・宣伝・商業権の行使を行う。

## 概要
1995年8月27日、IRB（現・ワールドラグビー）がラグビーユニオンのプロ化を行い、商業的な成功の重要性が高まった。ラグビーユニオン最高位国際大会「ファイブ・ネーションズ」に、2000年からイタリアが加わり「シックス・ネーションズ」となった。
2002年6月25日、シックス・ネーションズ・ラグビー株式会社（Six Nations Rugby Limited）が、アイルランドのダブリンに設立された。以後、シックス・ネーションズほか国際大会や国際試合の商業的成功を目的としている。
ラグビーユニオンにおける国際統括組織はワールドラグビーである。しかしこれとは別に、シックス・ネーションズ・ラグビーはヨーロッパの6つのラグビー協会（イングランド、フランス、アイルランド、イタリア、スコットランド、ウェールズ）による出資で始まった。2021年3月には、株主にCVC キャピタル・パートナーズ（CVC Capital Partners）が加わった。
シックス・ネーションズ・ラグビー同様の企業に、SANZAAR（サンザー）がある。SANZAARは、南半球の4つのラグビー協会（南アフリカ共和国、ニュージーランド、オーストラリア、アルゼンチン）などからの出資による、1996年創設の企業である。

## 主催する大会
- ギネス・シックス・ネーションズ（Guinness Six Nations）
- ギネス女子シックス・ネーションズ（Guinness Women’s Six Nations）
- オータム・ネーションズ・シリーズ（Autumn Nations Series）
- U20シックス・ネーションズ（Under-20 Six Nations）
- U18フェスティバル（Under-18 Festivals）[6]

## 出資者
- イングランドラグビー協会
- フランスラグビー連盟
- アイルランドラグビー協会
- イタリアラグビー連盟
- スコットランドラグビー協会
- ウェールズラグビー協会
- CVC キャピタル・パートナーズ[5]

## 事務所
- 本部：アイルランド、ダブリン[7]
- 事務所：イングランド、ロンドン[7]

## スポンサー
2024年10月現在

### タイトルスポンサー
- ギネス

### スポンサー
- ブライトリング（Breitling）
- インターコンチネンタルホテルズグループ（IHG）
- セージ・グループ（Sage）